# Superbrands
Superbrands — международная организация, которая занимается публикацией обзоров на известные торговые марки и бренды. С 1995 года работает в качестве независимого арбитра в сфере брендинга и рекламы.
Под именем Superbrands выпускается серия специализированных печатных изданий и публикаций, посвященных вопросам и проблемам брендинга.
Superbrands имеет представительства более чем в 88 странах мира.

## Основание
Superbrands была основана в 1994 году в Лондоне рекламным менеджером, автором, писателем, редактором, издателем и консультантом в области брендинга Марселем Кнобилем (Marcel Knobil). Проект начинался в качестве авторского радио-шоу на радиостанции GLR (сейчас BBC Radio London).
Superbrands была зарегистрирована в качестве организации в 1995 году в Великобритании.

## Критерий отбора
В каждой стране где работает организация Superbrands выбирается «Совет Superbrands», который отбирает лучшие бренды и присуждает им звание «Супербренд». Церемония награждения происходит на ежегодном региональном торжественном мероприятии.
В совет приглашаются наиболее авторитетные представители рекламной индустрии, профессионалы в области бизнеса, коммуникаций, маркетинга, медиа и маркетинговых исследований региона — участника программы Superbrands.

## Публикации
Каждая страна-участник выпускает свое региональное издание книги Superbrands, которая занимается продвижением брендов в этом регионе. Книга издается на национальном языке в каждом регионе, где работает система Superbrands. Всего издано более 490 книг.
Каждая статья, посвященная конкретному бренду, имеет несколько специализированных разделов. В них подробно описываются: рынок бренда, достижения, история, продукты или услуги, последние разработки, рекламная деятельность, ценности бренда, а также неизвестные интересные факты.
Книги Superbrands выходят в нескольких регулярных форматах: Business Superbrands, CoolBrands, Sport BrandLeaders, и eSuperbrands. В Соединенных Штатах Америки книги Superbrands издаются под именем «Величайшие бренды Америки».

## Superbrands TV
В рамках программы Superbrands работает сервис по созданию высококачественных рекламных видео-презентаций Superbrands TV.
На youtube-канале Superbrands TV размещено больше 190 видеороликов брендов, которые представляют 39 отраслей деятельности в 27 странах. На канал, работающий уже 5 лет, подписано более 21 000 пользователей. А суммарное количество просмотров превысило 7,5 млн.

## Superbrands в России
В России проект Superbrands реализуется с 2004 года.
С 2005 по 2008 года было опубликовано семь книг Superbrands: четыре из них посвящены сильнейшим торговым маркам потребительского рынка (b2c), две — межкорпоративного и корпоративного бизнеса (b2b). Седьмая издана на английском языке. В книгах представлены истории успеха более 300 брэндов-лидеров России.
В 2019 году состоялся официальный перезапуск программы Superbrands в России.
Обновленный проект Superbrands Russia был официально представлен на крупнейшем восточноевропейском международном форуме Baltic Weekends 2019 в Санкт-Петербурге. Запуск проекта осуществил старший консультант Superbrands в Восточной Европе Максим Бехар.
На форуме был объявлен официальный представитель организации Superbrands на территории России. Им стало коммуникационное агентство SPN Communications.